# If I could turn back the hands of time
If I could turn back the hands of time is een hit afkomstig van het album R. van de Amerikaanse zanger R. Kelly. Het nummer stond 16 weken in de Nederlandse Top 40 (waarvan acht weken op nummer 1) en werd platina. Ook in de Vlaamse Ultratop 50 stond het nummer acht weken op 1. In de Amerikaanse algemene Billboard Hot 100 werd slechts een nummer 12 positie behaald, in de specifieke R&B-chart nummer 5. In het Verenigd Koninkrijk behaalde het nummer 2.
Het nummer gaat over Kelly die zijn geliefde spijt betuigt en haar vraagt bij hem terug te komen.

## Hitnoteringen

### Nederlandse Top 40
| Hitnotering: 16-10-1999 t/m 05-02-2000 | Hitnotering: 16-10-1999 t/m 05-02-2000 | Hitnotering: 16-10-1999 t/m 05-02-2000 | Hitnotering: 16-10-1999 t/m 05-02-2000 | Hitnotering: 16-10-1999 t/m 05-02-2000 | Hitnotering: 16-10-1999 t/m 05-02-2000 | Hitnotering: 16-10-1999 t/m 05-02-2000 | Hitnotering: 16-10-1999 t/m 05-02-2000 | Hitnotering: 16-10-1999 t/m 05-02-2000 | Hitnotering: 16-10-1999 t/m 05-02-2000 | Hitnotering: 16-10-1999 t/m 05-02-2000 | Hitnotering: 16-10-1999 t/m 05-02-2000 | Hitnotering: 16-10-1999 t/m 05-02-2000 | Hitnotering: 16-10-1999 t/m 05-02-2000 | Hitnotering: 16-10-1999 t/m 05-02-2000 | Hitnotering: 16-10-1999 t/m 05-02-2000 | Hitnotering: 16-10-1999 t/m 05-02-2000 | Hitnotering: 16-10-1999 t/m 05-02-2000 |
| Week:                                  | 1                                      | 2                                      | 3                                      | 4                                      | 5                                      | 6                                      | 7                                      | 8                                      | 9                                      | 10                                     | 11                                     | 12                                     | 13                                     | 14                                     | 15                                     | 16                                     |                                        |
| -------------------------------------- | -------------------------------------- | -------------------------------------- | -------------------------------------- | -------------------------------------- | -------------------------------------- | -------------------------------------- | -------------------------------------- | -------------------------------------- | -------------------------------------- | -------------------------------------- | -------------------------------------- | -------------------------------------- | -------------------------------------- | -------------------------------------- | -------------------------------------- | -------------------------------------- | -------------------------------------- |
| Positie:                               | 9                                      | 1                                      | 1                                      | 1                                      | 1                                      | 1                                      | 1                                      | 1                                      | 1                                      | 3                                      | 5                                      | 8                                      | 16                                     | 16                                     | 26                                     | 31                                     | uit                                    |

### Mega Top 100
| Hitnotering: 09-10-1999 t/m 25-03-2000 | Hitnotering: 09-10-1999 t/m 25-03-2000 | Hitnotering: 09-10-1999 t/m 25-03-2000 | Hitnotering: 09-10-1999 t/m 25-03-2000 | Hitnotering: 09-10-1999 t/m 25-03-2000 | Hitnotering: 09-10-1999 t/m 25-03-2000 | Hitnotering: 09-10-1999 t/m 25-03-2000 | Hitnotering: 09-10-1999 t/m 25-03-2000 | Hitnotering: 09-10-1999 t/m 25-03-2000 | Hitnotering: 09-10-1999 t/m 25-03-2000 | Hitnotering: 09-10-1999 t/m 25-03-2000 | Hitnotering: 09-10-1999 t/m 25-03-2000 | Hitnotering: 09-10-1999 t/m 25-03-2000 | Hitnotering: 09-10-1999 t/m 25-03-2000 | Hitnotering: 09-10-1999 t/m 25-03-2000 | Hitnotering: 09-10-1999 t/m 25-03-2000 | Hitnotering: 09-10-1999 t/m 25-03-2000 | Hitnotering: 09-10-1999 t/m 25-03-2000 | Hitnotering: 09-10-1999 t/m 25-03-2000 | Hitnotering: 09-10-1999 t/m 25-03-2000 | Hitnotering: 09-10-1999 t/m 25-03-2000 | Hitnotering: 09-10-1999 t/m 25-03-2000 | Hitnotering: 09-10-1999 t/m 25-03-2000 | Hitnotering: 09-10-1999 t/m 25-03-2000 | Hitnotering: 09-10-1999 t/m 25-03-2000 | Hitnotering: 09-10-1999 t/m 25-03-2000 |
| Week:                                  | 1                                      | 2                                      | 3                                      | 4                                      | 5                                      | 6                                      | 7                                      | 8                                      | 9                                      | 10                                     | 11                                     | 12                                     | 13                                     | 14                                     | 15                                     | 16                                     | 17                                     | 18                                     | 19                                     | 20                                     | 21                                     | 22                                     | 23                                     | 24                                     |                                        |
| -------------------------------------- | -------------------------------------- | -------------------------------------- | -------------------------------------- | -------------------------------------- | -------------------------------------- | -------------------------------------- | -------------------------------------- | -------------------------------------- | -------------------------------------- | -------------------------------------- | -------------------------------------- | -------------------------------------- | -------------------------------------- | -------------------------------------- | -------------------------------------- | -------------------------------------- | -------------------------------------- | -------------------------------------- | -------------------------------------- | -------------------------------------- | -------------------------------------- | -------------------------------------- | -------------------------------------- | -------------------------------------- | -------------------------------------- |
| Positie:                               | 25                                     | 3                                      | 1                                      | 1                                      | 1                                      | 1                                      | 1                                      | 1                                      | 2                                      | 1                                      | 1                                      | 4                                      | 4                                      | 7                                      | 12                                     | 16                                     | 25                                     | 30                                     | 36                                     | 40                                     | 48                                     | 58                                     | 69                                     | 75                                     | uit                                    |

### VlaamseUltratop 50
| Hitnotering: 16-10-1999 t/m 08-04-2000 | Hitnotering: 16-10-1999 t/m 08-04-2000 | Hitnotering: 16-10-1999 t/m 08-04-2000 | Hitnotering: 16-10-1999 t/m 08-04-2000 | Hitnotering: 16-10-1999 t/m 08-04-2000 | Hitnotering: 16-10-1999 t/m 08-04-2000 | Hitnotering: 16-10-1999 t/m 08-04-2000 | Hitnotering: 16-10-1999 t/m 08-04-2000 | Hitnotering: 16-10-1999 t/m 08-04-2000 | Hitnotering: 16-10-1999 t/m 08-04-2000 | Hitnotering: 16-10-1999 t/m 08-04-2000 | Hitnotering: 16-10-1999 t/m 08-04-2000 | Hitnotering: 16-10-1999 t/m 08-04-2000 | Hitnotering: 16-10-1999 t/m 08-04-2000 | Hitnotering: 16-10-1999 t/m 08-04-2000 | Hitnotering: 16-10-1999 t/m 08-04-2000 | Hitnotering: 16-10-1999 t/m 08-04-2000 | Hitnotering: 16-10-1999 t/m 08-04-2000 | Hitnotering: 16-10-1999 t/m 08-04-2000 | Hitnotering: 16-10-1999 t/m 08-04-2000 | Hitnotering: 16-10-1999 t/m 08-04-2000 | Hitnotering: 16-10-1999 t/m 08-04-2000 | Hitnotering: 16-10-1999 t/m 08-04-2000 | Hitnotering: 16-10-1999 t/m 08-04-2000 | Hitnotering: 16-10-1999 t/m 08-04-2000 | Hitnotering: 16-10-1999 t/m 08-04-2000 | Hitnotering: 16-10-1999 t/m 08-04-2000 | Hitnotering: 16-10-1999 t/m 08-04-2000 |
| Week:                                  | 1                                      | 2                                      | 3                                      | 4                                      | 5                                      | 6                                      | 7                                      | 8                                      | 9                                      | 10                                     | 11                                     | 12                                     | 13                                     | 14                                     | 15                                     | 16                                     | 17                                     | 18                                     | 19                                     | 20                                     | 21                                     | 22                                     | 23                                     | 24                                     | 25                                     | 26                                     |                                        |
| -------------------------------------- | -------------------------------------- | -------------------------------------- | -------------------------------------- | -------------------------------------- | -------------------------------------- | -------------------------------------- | -------------------------------------- | -------------------------------------- | -------------------------------------- | -------------------------------------- | -------------------------------------- | -------------------------------------- | -------------------------------------- | -------------------------------------- | -------------------------------------- | -------------------------------------- | -------------------------------------- | -------------------------------------- | -------------------------------------- | -------------------------------------- | -------------------------------------- | -------------------------------------- | -------------------------------------- | -------------------------------------- | -------------------------------------- | -------------------------------------- | -------------------------------------- |
| Positie:                               | 28                                     | 10                                     | 4                                      | 3                                      | 2                                      | 2                                      | 1                                      | 1                                      | 1                                      | 1                                      | 1                                      | 1                                      | 1                                      | 1                                      | 2                                      | 3                                      | 4                                      | 5                                      | 5                                      | 4                                      | 9                                      | 14                                     | 18                                     | 21                                     | 32                                     | 43                                     | uit                                    |

### NPO Radio 2 Top 2000
| Nummer met noteringen in de NPO Radio 2 Top 2000 | '01 | '02-'03 | '04  | '05  |
| ------------------------------------------------ | --- | ------- | ---- | ---- |
| If I could turn back the hands of time           | 782 | -       | 1293 | 1679 |

1. ↑  Een '-' betekent dat het nummer niet was genoteerd en een vetgedrukt getal geeft de hoogste notering aan.
2. ↑  2001 was het eerste jaar met een notering voor dit nummer.
3. ↑  Deze tabel is bijgewerkt tot en met de laatste editie (2024).